# Oskar Fleischer
Oskar Fleischer (ur. 2 listopada 1856 w Zörbig, zm. 8 lutego 1933 w Berlinie) – niemiecki muzykolog.

## Życiorys
W latach 1878–1882 studiował filologię germańską i filozofię na uniwersytecie w Halle, następnie przeniósł się na Uniwersytet Berliński, gdzie odbył studia muzykologiczne pod kierunkiem Philippa Spitty. W 1888 roku został mianowany kierownikiem Berliner Königliche Instrumenten-Sammlung, dokonując uporządkowania oraz skatalogowania jego zbiorów. Od 1892 roku był zatrudniony jako docent, a w latach 1895–1923 profesor Uniwersytetu Berlińskiego. Był współzałożycielem i pierwszym prezesem powołanego w 1899 roku Internationale Gesellschaft für Musikwissenschaft i wspólnie z Johannesem Wolfem oraz Maxem Seiffertem do 1904 roku redagował jego czasopisma „Zeitschrift der Internationalen Musikgesellschaft” i „Sammelbände der Internationalen Musikgesellschaft”.
W swojej pracy naukowej zajmował się chorałem gregoriańskim, szczególnie problematyką paleograficzną związaną z odczytaniem neum.

## Ważniejsze prace
(na podstawie materiałów źródłowych)
- Führer durch die königliche Sammlung alter Musikinstrumente (Berlin 1892)
- Musikinstrumente aus deutscher Urzeit (1893)
- W.A. Mozart (Berlin 1899)
- Führer durch die Bachausstellung im Festsaale des Berliner Rathauses (Berlin 1901)
- Neumen-Studien (4 tomy; 1895, 1897, 1904, 1923)
- Die germanischen Neumen als Schlüssel zum altchristlichen und gregorianischen Gesang (Frankfurt nad Menem 1924)